# Project Snowblind
Project Snowblind è uno sparatutto in prima persona sviluppato dalla Crystal Dynamics e prodotto dalla Eidos Interactive nel 2005 per PlayStation 2, Xbox e PC. Inizialmente, esso doveva essere il terzo volume della saga di Deus Ex con il nome di Deus Ex: Clan Wars. Pensato per le modalità multigiocatore, venne riconvertito dopo il deludente successo ricevuto dal secondo capitolo della saga, Deus Ex: Invisible War.

## Trama
Nel 2065, la cosiddetta forza militare denominata "La Repubblica", sotto la guida del generale Yan Lo, invade il territorio di Hong Kong. Per respingere l'invasione, interviene un contingente militare internazionale denominato "Coalizione della Libertà". Tra i membri di questa forza di imposizione della pace, vi è il sottotenente Nathan Frost, il quale rimane gravemente ferito durante i primi scontri presso il QG della coalizione. Gli alti comandi, vista la schiacciante superiorità delle forze repubblicane, decidono di impiantare nel corpo di Nathan dei potenziamenti cibernetici, quali lo scudo balistico e la possibilità di vedere i nemici attraverso i muri, in modo tale da ribaltare la situazione a loro favore sfruttando le nuove capacità biotecnologiche del corpo di Frost. Alla fine il tenente, insieme ai suoi uomini, riesce ad eliminare il generale Yan Lo e la minaccia della Repubblica.

## Modalità di gioco
Il giocatore deve avanzare da un punto all'altro dei livelli eliminando in ogni modo possibile la resistenza nemica. Nel farlo si possono impiegare armi di varia tipologia e cinque diversi poteri cibernetici, che permettono rispettivamente di rallentare il tempo, di poter osservare attraverso i muri, di eseguire attacchi elettrici, di creare uno scudo energetico per diversi secondi e di rendersi invisibile. A volte vi sarà anche l'impiego di alcuni veicoli e di torrette corazzate per superare determinate sezioni di gioco.
È presente una modalità multigiocatore che implementa le varianti deathmatch e cattura la bandiera in varie arene di gioco.

## Accoglienza
Tra gli aspetti più criticati del gioco, vi sono la mancanza di calibrazione dell'equipaggiamento e la creazione approssimativa dei modelli poligonali dei personaggi. Elogiati sono invece il design delle ambientazioni, il doppiaggio e la scorrevolezza del gioco.